# Markku Alén

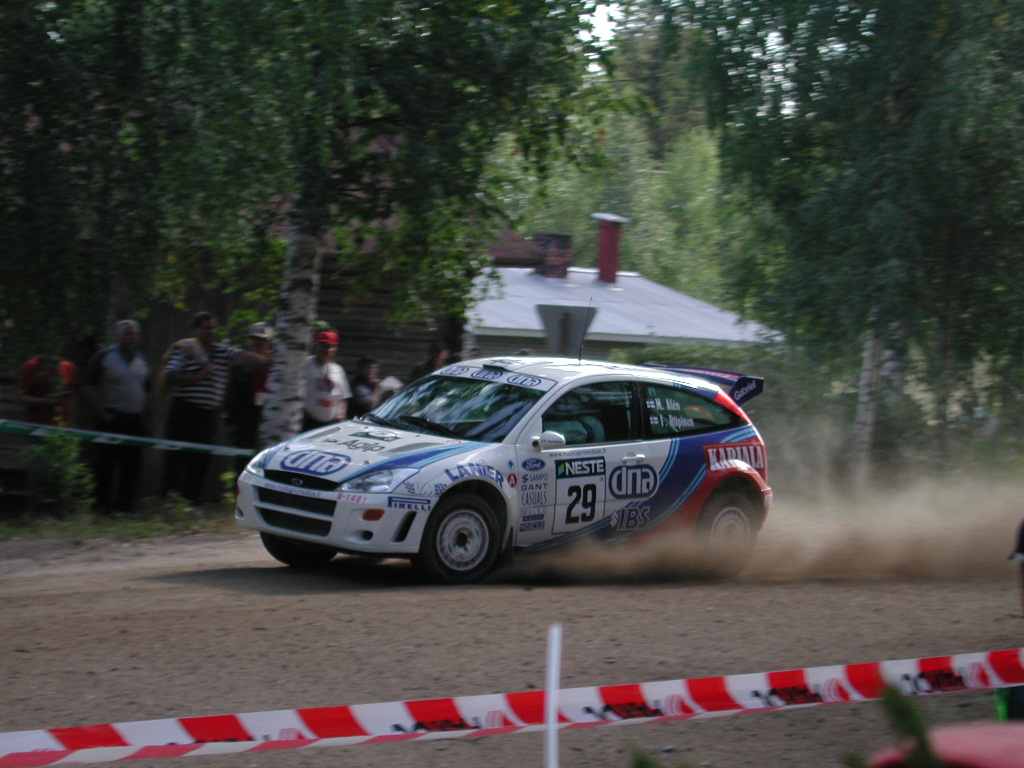
Markku Alén w Rajdzie Finlandii (2001)

Markku Alén (ur. 15 lutego 1951 w Helsinkach) – fiński kierowca rajdowy. Przez wiele lat był rekordzistą pod względem wygranych odcinków specjalnych w historii Rajdowych Mistrzostw Świata, jednak podczas Rajdu Katalonii 2011 jego rekord pobił Sébastien Loeb.
Alén jest jednym z najbardziej utytułowanych kierowców rajdowych w historii i jednym z "Latających Finów". Swoją karierę rajdową zaczynał w 1969 roku za kierownicą Renault 8 Gordini. Od tego czasu jeździł jeszcze w wielu innych samochodach jak Volvo, Fiat, Lancia, Subaru, Toyota i Ford. W historii startów w WRC zwyciężył w 19 rajdach.
Zanim utworzono Rajdowe Mistrzostwa Świata w 1979, Alén wygrał FIA Cup w 1978 roku jeżdżąc wówczas dla zespołu Fiata.
Po przejściu do zespołu Lancii, Alén nadal odnosił sukcesy. W 1986 roku minimalnie przegrał mistrzostwo świata ze swoim rywalem Juhą Kankkunenem. W sezonie Alén wygrał w Rajdzie San Remo tylko dlatego, że Peugeot Kankkunena został wykluczony z rajdu przez organizatorów z powodu niedozwolonych przeróbek technicznych. Peugeot odwołał się od tej decyzji w FISA, która ostatecznie anulowała wyniki rajdu, a Alén cieszył się z tytułu mistrza świata tylko przez 11 dni.
W 1995 roku Alén ścigał się w Mistrzostwach Samochodów Turystycznych będąc kierowcą Alfa Romeo, a wcześniej startował w DTM. W 1996 i 1997 roku startował w Andros Trophy.
Świętując swoje 50 urodziny w 2001 roku, Alén postanowił wystartować w Rajdzie Finlandii i zajął wówczas całkiem niezłą 16. pozycję za kierownicą Forda Focusa WRC.
W swojej karierze startował z różnymi pilotami, najdłużej (1973–1993) z Ilkką Kivimäkim. Oprócz tego pilotowali mu Juhani Toivonen, Atso Aho, Paul White i Ilkka Riipinen.

## Kariera w WRC w liczbach
- Liczba startów w rajdach MŚ: 129
- Liczba zwycięstw: 19
- Liczba miejsc na podium: 56
- Liczba wygranych odcinków specjalnych: 801
- Liczba zdobytych punktów: 840
- Pierwszy rajd w MŚ: 1973 Rajd Finlandii
- Pierwsze zwycięstwo w MŚ: 1975 Rajd Portugalii
- Ostatnie zwycięstwo w MŚ: 1988 Rajd Wielkiej Brytanii
- Ostatni rajd w MŚ: 2001 Rajd Finlandii

## Zwycięstwa w MŚ
- 1975 – Rajd Portugalii
- 1976 – Rajd Finlandii
- 1977 – Rajd Portugalii
- 1978 – Rajd Portugalii, Rajd Finlandii i Rajd San Remo
- 1979 – Rajd Finlandii
- 1980 – Rajd Finlandii
- 1981 – Rajd Portugalii
- 1983 – Rajd Korsyki i Rajd San Remo
- 1984 – Rajd Korsyki
- 1986 – Rajd San Remo (anulowany) i Rajd USA
- 1987 – Rajd Portugalii, Rajd Akropolu i Rajd Finlandii
- 1988 – Rajd Szwecji, Rajd Finlandii i Rajd Wielkiej Brytanii